# Animal House
Animal House — перший студійний альбом німецького геві-метал гурту U.D.O., випущений після того, як вокаліст Удо Діркшнайдер покинув Accept. Його записували з серпня по жовтень 1987 року на Dierks Studios у Кельні. Випущений у 1987 році, він посів 41 місце в чартах Швеції.
В записі пісні Lay Down the Law взяв участь, колишній гурт Діркшнайдера, — Accept, також, вони написали всю музику до альбому.
У 2007 році був офіційно виданий в Україні, лейблом Moon Records, з каталожним номером «MR 2008-2».

## Тур
У деяких виданнях альбому, в буклеті, було присутнє зображення гастрольного гурту, включно з Дітером Рубахом та Енді Сусемілем, які не брали участь у записі. На передній обкладинці показано склад, який записав альбом. На початку 1988 року відбувся тур «Animal House». Протягом цього часу вони також гастролювали з Guns N' Roses, Літою Форд і Zodiac Mindwarp. Після того, як Рубах покинув групу, вони, також, виступали на розігріві Оззі Осборна на всіх європейських концертах 1989 року.

## Треклист
Автор музики Accept and Deaffy. 
| Side one | Side one          | Side one   |
| #        | Назва             | Тривалість |
| -------- | ----------------- | ---------- |
| 1.       | «Animal House»    | 4:19       |
| 2.       | «Go Back to Hell» | 4:31       |
| 3.       | «They Want War»   | 4:12       |
| 4.       | «Black Widow»     | 4:29       |
| 5.       | «In the Darkness» | 4:03       |

| Side two | Side two           | Side two   |
| #        | Назва              | Тривалість |
| -------- | ------------------ | ---------- |
| 6.       | «Lay Down the Law» | 3:47       |
| 7.       | «We Want It Loud»  | 4:06       |
| 8.       | «Warrior»          | 4:12       |
| 9.       | «Coming Home»      | 3:39       |
| 10.      | «Run for Cover»    | 4:43       |

| CD edition bonus track | CD edition bonus track | CD edition bonus track |
| #                      | Назва                  | Тривалість             |
| ---------------------- | ---------------------- | ---------------------- |
| 8.                     | «Hot Tonight»          | 4:47                   |
| 46:48                  |                        |                        |

| 2013 anniversary edition bonus tracks | 2013 anniversary edition bonus tracks | 2013 anniversary edition bonus tracks |
| #                                     | Назва                                 | Тривалість                            |
| ------------------------------------- | ------------------------------------- | ------------------------------------- |
| 12.                                   | «Animal House» (live)                 | 3:58                                  |
| 13.                                   | «They Want War» (live)                | 5:42                                  |
| 14.                                   | «In the Darkness» (live)              | 6:05                                  |
| 15.                                   | «They Want War» (Video)               | 4:25                                  |
| 16.                                   | «Go Back to Hell» (Live video)        | 4:02                                  |
| 64:48                                 |                                       |                                       |

## Учасники запису
- Удо Діркшнайдер — вокал
- Матіас Діт — гітара
- Пітер Сігеті — гітари
- Френк Ріттель — бас
- Томас Франке — ударні